# Brúarjökull
Le Brúarjökull est un glacier d'Islande qui constitue un lobe glaciaire de la partie septentrionale du Vatnajökull, la plus grande calotte glaciaire de ce pays. Situé dans les Hautes Terres, une région désertique et reculée du centre du pays, ses eaux de fonte donnent naissance de nombreux cours d'eau ainsi qu'à la Hálslón, un réservoir situé sur le cours de la Jökulsá á Brú.

## Géographie
Le Brúarjökull est situé dans le centre de l'Islande, dans le Nord du Vatnajökull. Administrativement, il est situé dans la municipalité de Fljótsdalshérað de la région d'Austurland. Le glacier peut être approché via les routes F902 se rendant aux Kverkfjöll à l'ouest, 909 se rendant à la centrale hydroélectrique de Kárahnjúka et F909 à l'est.
Il forme un lobe glaciaire plus large que long encadré par les Kverkfjöll à l'ouest qui les séparent du Dyngjujökull et le Maríutungur à l'est. Ses eaux de fonte forment la Jökulkvísl, la Kreppa, la Kringilsá, la Kverká et la Saudá. La Hálslón, le réservoir de la centrale hydroélectrique de Kárahnjúka, s'étire jusqu'au front glaciaire du Brúarjökull, noyant sous les eaux la source de la Jökulsá á Brú qui débute désormais au niveau du barrage.

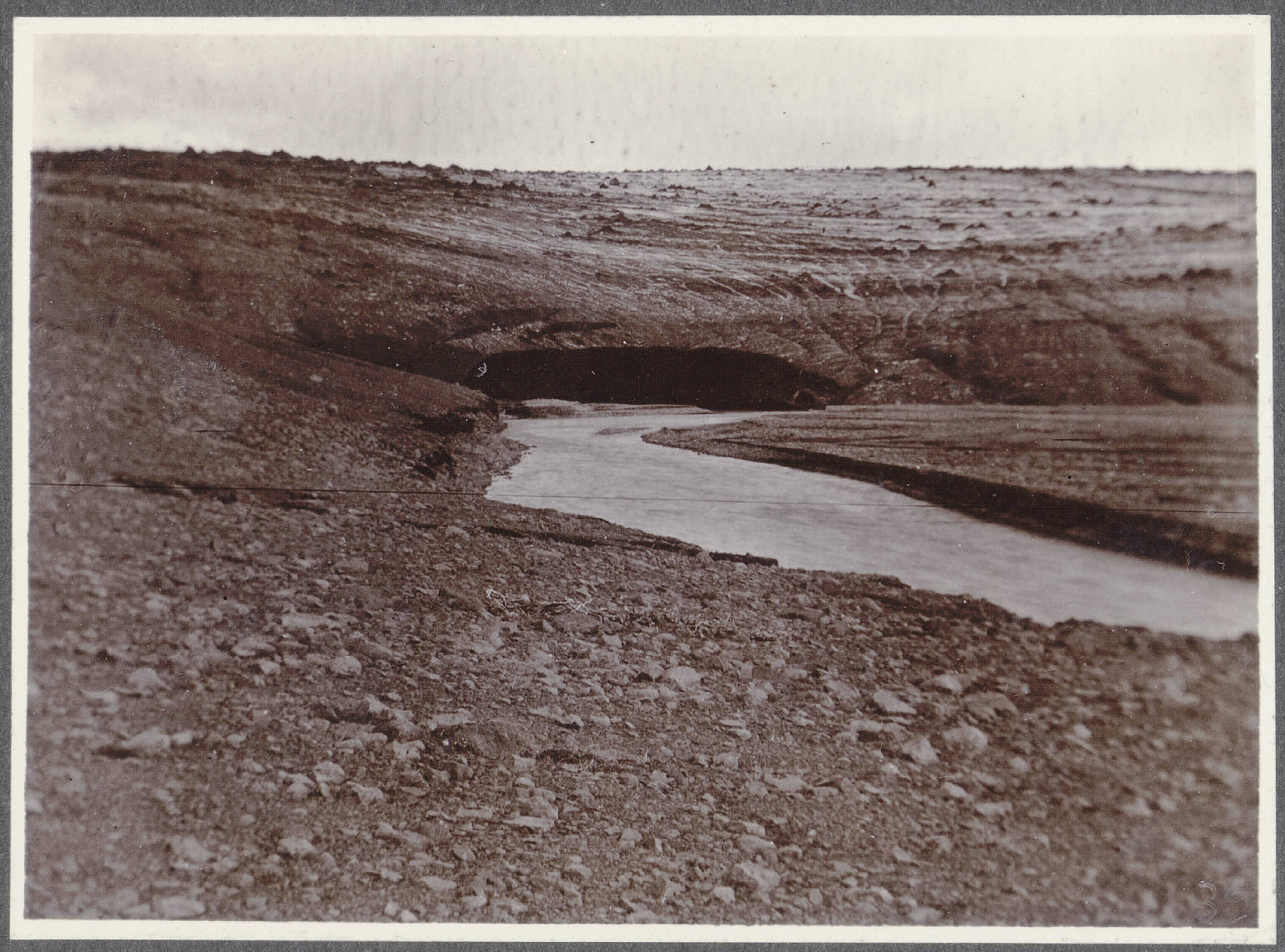
Vue du front glaciaire du Brúarjökull au niveau de la source de la Kverká en 1900.